# Home Insurance Building

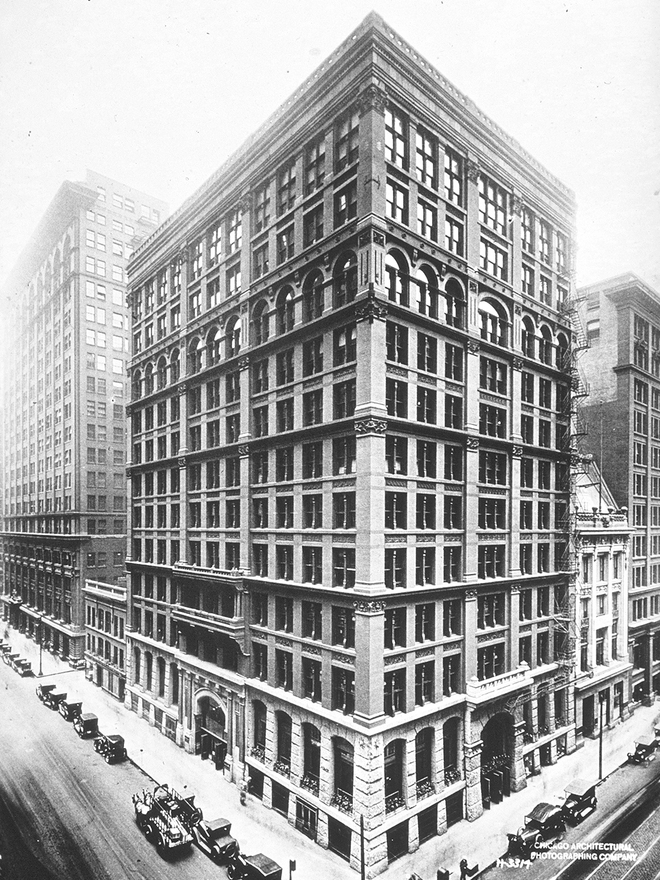
Home Insurance Building i Chicago, den första byggnaden som delvis använde tekniken med stålskelett.

Home Insurance Building byggdes 1884 i Chicago, Illinois och revs 1931. Dess arkitekt var William Le Baron Jenney, en ingenjör. Den hade 10 våningsplan och var 42 meter hög. Den var den första byggnaden som använde en stål- och järnram (dock endast delvis stödjande), och den kallas därför ibland för den första skyskrapan. 1890 tillbyggdes två ytterligare våningsplan.
Stål- och järnramen gjorde att man kunde göra väggarna tunnare än normalt och bygga fler fönster. Byggnaden vägde därför bara en tredjedel av vad den hade gjort om den byggts i sten. Detta oroade stadens myndigheter och byggnationen stoppades tillfälligt för att undersöka dess säkerhet. Home Insurance Building hade även en rad moderna saker så som hissar, brandskydd och elektricitet.

## Källhänvisningar
1. ↑  "Rand McNally Building". Britannica.com. Läst 21 december 2014. (engelska)

- Judith Dupré, Skyskrapor (ISBN 3-8290-1035-4)